# 美しさと哀しみと
『美しさと哀しみと』（うつくしさとかなしみと）は、川端康成の長編小説。ある中年小説家と、彼がかつて愛した少女で現在日本画家となった女、その内弟子で同性愛者の若い娘の織りなす美しさと哀しみに満ちた人生の抒情と官能のロマネスク物語。
愛する師のために、レズビアンの女弟子が男の家庭の破壊を企てる復讐劇を基調にした中間小説的な粉飾のストーリー展開で、川端の野心的な代表作とは見なされてはいないものの、川端文学の主題や技法、心の翳が特徴的に示されている作品だといわれている。
1965年（昭和40年）2月28日に篠田正浩監督で映画化され、1985年（昭和60年）にはフランスのジョイ・フルーリー監督により映画化された。

## 発表経過
1961年（昭和36年）、雑誌『婦人公論』1月号（第46巻第1号）から1963年（昭和38年）10月号（第48巻第11号）にかけて連載された（各回に加山又造による挿画あり）。1962年（昭和37年）4月号は病気（睡眠薬の禁断症状）で休載されたため、全33回となる。
各章と連載回の関係の詳細は以下のようになる。
「除夜の鐘」 - 1961年（昭和36年）1月号から3月号（第1回から第3回）
「早春」 - 同年4月号から7月号（第4回から第7回）
「満月祭」 - 同年8月号から10月号（第8回から第10回）
「梅雨空」 - 同年11月号から1962年（昭和37年）1月号（第11回から第13回）
「石組み――枯山水」 - 同年2月号から3月号、5月号（第14回から第16回）
「火中の蓮華」 - 同年6月号から9月号（第17回から第20回）
「千筋の髪」 - 同年10月号から1963年（昭和38年）2月号（第21回から第25回）
「湖水」（のち「夏痩せ」と改題） - 同年3月号から5月号（第26回から第28回）
「湖水」 - 同年6月号から10月号（第29回から第33回）
以上の回と、新たに最終回末尾以後に加筆された36行分の文章（第34回）を併せたものが、1964年（昭和39年）3月16日に中央公論社より刊行の『日本の文学第38巻 川端康成』に初収録された。
その後、加筆訂正を施し、雑誌掲載時に好評だった加山又造の挿画のうちから27葉を挿入した単行本『美しさと哀しみと』が1965年（昭和40年）2月20日に中央公論社より刊行された。
翻訳版はハワード・ヒベット訳の英語（英題：Beauty and Sadness）のほか、中国語（中題：美麗的哀愁）、スペイン語（西題：Lo bello y lo triste）、フランス語（仏題：Tristesse et Beauté）などで出版されている。

## あらすじ
年の暮、55歳の小説家・大木年雄は、24年前に愛した上野音子に急に会いたくなり、京都へ赴いた。音子は近年、名の知れた日本画家となっていたが、今も独身のままだった。大木はある美術雑誌に載った痩せ肩の音子の写真を見て、自分がこの女の生涯から妻になること、母になることを奪ってしまったという呵責がせまって来るようだった。
音子は当時16歳で妻子ある大木を知り、17歳の時に大木の子を8か月で早産したが、その女児は生まれてすぐ死んだ。音子は自殺を企て、一命は取りとめたが鉄格子のある精神病院に入院し、その後母親に連れられて京都へ逃れるように移り、大木と疎遠になったのだった。大木は、激しい気性だった少女・音子を思い出しながら嵐山を廻り、大晦日に京都で一緒に除夜の鐘を聞きたいと、突然音子に電話をした。
翌日の夜9時に大木のホテルに迎えに来たのは若く美しい娘で、音子の女弟子の坂見けい子だった。けい子は長めの細い首に、きれいな耳の形の娘で、音子が舞子たちと待っていた知恩院の座敷にもずっと居合わせた。音子は大木と2人きりになるのを避けたわけだが、2人には通ってくるものがあり、大木は今も自分が音子のなかにいるのを感じた。元日の昼、北鎌倉へ帰る大木を駅で見送ったのは、音子の手弁当を持ってきたけい子だけだった。大木は別れ際に列車の窓から、けい子の絵を送ってほしい、今度家に寄ってくれと挨拶した。
大木の出世作は、音子との恋愛を書いた長編小説『十六七の少女』だった。主人公の情熱的な少女は読者に広く愛され、大木は名声と金を与えられたのだった。大木の妻・文子は、夫が音子と密会している時期、乳飲み子・太一郎を抱えながら嫉妬に苦しんだものだった。しかし、2年後に執筆された夫の小説原稿を文子は和文タイプした。文子は夫の原稿を清書するのが日課だったため仕事として割り切ったが、嫉妬に狂った自分が小説ではほとんど描かれてなく、音子のことばかりなのに逆に傷つけられた。時折すすり泣き、再度嫉妬の苦しみで仕上げたが、妊娠していた2人目の子は流産した。その後すぐに回復した文子は次の子・組子を産んだ。
早春となり、けい子が自分の抽象画を2作持って大木の家を訪れたが、大木が留守だったために息子の太一郎が応対し、帰りは駅までけい子を送っていった。太一郎は鎌倉や室町文学を研究し、私立大学の国文科の講師をする秀才であったが憂鬱な性質だった。しかし太一郎はけい子の妖しい魅力に誘われ、円覚寺や建長寺、江の島まで足を延ばして彼女を案内した。5月になり、鞍馬山へ「五月の満月」を見に行く前の晩、けい子は大木家に行ったことを音子に告げ、「あたしは先生の復讐をしてやりたいんです」と言った。
けい子は、音子が哀しい目に遭わされたにもかかわらず、今でも大木を愛していることに悟り、嫉妬と音子への愛と献身から大木の家庭を破壊してやろうとしていた。音子は、いくら美しいけい子でも、それでは怖しい妖婦になってしまうと注意するが、けい子は、自分が妖婦になってしまう前に、先生の絵のモデルにしてほしいと懇願した。音子は一度も見ることのなかった死児の画稿を幾枚か描き、いつか「嬰児昇天」と題する本絵にするために秘かに温めていたが、そう懇願されてから、「稚児太子図」のようにけい子を描き、古典的な「聖処女像」の艶めかしい仏画にしようと考えはじめた。
梅雨のある日、大木の在宅中、けい子が宇治の茶畑を描いた抽象画を持って再び訪ねてきた。茶畑の緑は、少女だった音子が大木との愛が破れて母親と京都へ逃避した時に汽車の窓から見た色だった。しかしけい子にはそんな音子の内的な哀しみの色は知らないはずだった。大木は波打つ緑を、けい子の燃えあがろうとする心の抽象だと褒めた。けい子は自分を小説のモデルにしてほしいと、大木を妖しく誘惑し始めた。2人は江の島のマリンランドに行き、ホテルに泊まった。しかしベッドでの言動からけい子が処女ではないと思い込んだ大木の愛撫が本格的になると、けい子は悲しげに「上野先生、上野先生」と音子を呼んだ。大木はびっくりし、ひるんで力が抜けた。
西芳寺の石庭を見ている時、けい子は大木とホテルに泊まったことを音子に告げ、自分が先生の代りに大木の子供を産み、先生にあげると言った。音子はけい子の頬を強く平手打ちした。泣いたけい子はその晩、音子と一緒に湯に入らなかったが、2人は木屋町の思い出の店「ふさやか」に行った。そこは、音子に憧れて京都にやって来たけい子と初対面した場所だった。けい子は美少年のような妖精じみた少女だった。音子はけい子を内弟子にし、やがて自分がかつて大木にされたように愛撫をし、レズビアンの関係になったのだった。
大木と別離して以来、音子の乳房に触れたのは、同性のけい子だけだった。大木は小説『十六七の少女』で、音子によって女の抱き方のあるかぎりをつくしたと書いていた。音子はそれを読んで屈辱だったが、それが鎮まると歓喜と満足が身うちに広がり、過去の盲目の熱狂の愛が現実に生きて来た。しかし年月を経るにつれ、大木と抱き合った姿は音子の中で次第に浄化され、自分であって自分でない昇華した神聖な幻の像となった。
大木の息子・太一郎は「実隆公記」の研究論文を書くため、二尊院の奥山にある三条西実隆の墓を見に行こうとしていた。出発の朝、太一郎は父親に、徳川家茂の正室・和宮の白骨調査で見つかった、名刺より少し大きいくらいのガラス板の話をした。それは誰かの写真（写真乾板）だったが、発掘した時の日光で映像が一瞬で消え、ただのガラスになってしまったという挿話だった。その写真は、見た者の証言から若い男の姿だったとされ、夫の家茂ではなく、恋人の有栖川宮だという説があった。
太一郎がその挿話を知った時から、けい子に会いに行くと決めたことが母・文子には直感で分かった。大木は、けい子がなぜか左の乳を触られるのを拒んだことを思い出した。けい子の透明のような桃色の美しい乳首があざやかに浮かび、「太一郎をけい子に会わしてはならない」と大木は焦った。伊丹空港まで太一郎を迎えに来たけい子は、木屋町の「ふさやか」に太一郎を案内し、夜中遅くに音子の元に戻って眠った。
音子は「嬰児昇天」の素描をながめ、本絵の構想を考えていた。以前音子が32、3歳の時に描いた亡き母親の肖像画は音子自身に似ていた。音子は、稚児太子風の聖少女像、聖処女像の幻は自分自身の自己愛慕の表われの聖音子像の幻にすぎないのではないだろうかと少し疑った。音子の大木に対する愛、死児や母に対する愛は今も続いているが、その愛は音子の手に触れられる現実にあった時と変りなく続いているというよりも、音子は自分では気がつかないが、それはいつとはなく、音子の自己愛と変っているところもないとはいえなかった。赤ん坊と死に別れ、大木と生き別れ、母と死に別れて、その人たちは今も音子の中に生きているが、そこに生きているのは、本当はその人たちではなくて、音子ひとりであり、音子がけい子という同性の娘に溺れているのも、音子自身の自己思慕、自己憧憬がそういう形を取っていたかもしれなかった。
翌朝けい子は、制止する音子を振り切って、太一郎と一緒に二尊院の裏山に出かけた。木陰で太一郎に胸をまさぐられ、大木の時とは逆に右側を触られるのを拒みながら、けい子は巧みに太一郎を誘惑して 琵琶湖のホテルへと誘導した。太一郎がシャワーを浴びている間、けい子は北鎌倉の大木家に電話を入れ、太一郎が結婚の約束をしてくれたから許可してほしいと文子に言い、太一郎を電話口に呼んだ。太一郎は母親にすぐ帰るように強く言われたが、水着になったけい子に寝室で妖しく誘惑された。その後、プールから上がったけい子はモーターボートを借りて、太一郎と琵琶湖に行った。
3時間後、ヨットに救い出されたけい子は鎮静剤を打たれて病院のベッドにいた。ニュースを聞きつけて音子が飛んできて、大木夫妻もやって来た。文子は音子に向かって、「太一郎を殺させたのはあなたですね」と感情がないように言い、寝ているけい子を起こそうと激しく揺すぶった。再び息子を捜索するため大木夫妻が出ていくと、音子はけい子の傍らに倒れこみ、その寝顔を見つめた。けい子の目じりから涙の粒が流れ、音子が名前を呼ぶと、けい子は目を開け、涙を光らせたまま音子を見上げた。

## 登場人物
大木年雄
55歳。小説家。額が禿げ上がってきている。8歳年下の妻と長男と北鎌倉に在住。関西生まれ。24年前、東京に住んでいた時に16歳の音子と付き合っていた。音子をモデルにした長編小説『十六七の少女』が出世作。小説は音子と別れた2年後に書いた。
上野音子
40歳。独身の日本画家。大木の昔の恋人。16歳の時に31歳の妻子ある大木によって処女を奪われ、8か月の女児を早産で亡くした。母親に大木と別れるように言われ、2か月後に睡眠薬自殺をするが助かる。現在は、女弟子と同棲している。12歳の時に亡くした父親は生糸や絹の貿易商をしていた。
坂見けい子
20歳くらい。音子の弟子。処女。音子とレズビアンの関係。音子の絵が載った週刊グラフを見て、音子に憧れ、高校を卒業後に押しかけの弟子になった。花やかな顔立ち。怖いような美しさ。抽象的で狂気を帯びた絵を自分流に描く。東京出身。両親はなく、兄夫婦の家で暮らしていた。やや小麦色がかった肌。ほどよい小ささの胸。
文子
47歳。大木の妻。大木の書いた小説原稿をタイプ打ちしている。結婚前は邦文タイピストとして通信社に務めていた。夫が16歳の音子と付き合っていた当時は23歳で、赤ん坊（太一郎）がすでにいた。夫の不倫の詳細を音子の母の手紙で知り、舌を噛んで自殺未遂を図った。東京出身。けい子の魔性を見抜き、「魔女」と言う。
太一郎
24、5歳。大木と文子の長男。独身。私立大学の国文科の講師。はじめの希望専攻は明治以後の「現代文学」だったが、父の反対により鎌倉、室町文学研究をしている。イギリス、フランス、ドイツの三か国語を読める。秀才でいくらか憂鬱な性質。両親と同居。
音子の母
肺癌で死去した。大木の子を早産した上に自殺未遂した娘を不憫に思い、いつか娘と結婚してくれるように大木に頼んでいた。娘が精神病院を退院後、東京の家を売却し、娘を連れて京都へ引っ越す。音子の激しい気性は母から受け継がれた。貿易商をしていた夫には、通訳をしていた愛人（カナダ人のクォーター）がいた。そのため音子には腹違いの妹がいるが、母はそれを音子に言わずに死んでいった。
組子
19、20歳くらい。大木と文子の長女。太一郎の妹。兄とは正反対の陽気な性格。洋裁、装身具、生花、編み物など、何でもなまかじり。結婚して夫とロンドンに行っている。

## 作品背景
※川端康成の作品や随筆内からの文章の引用は〈　〉にしています（論者や評者の論文からの引用部との区別のため）。
『美しさと哀しみと』の執筆中、川端康成は他に三つの作品（『眠れる美女』『古都』『片腕』）の執筆にも係わっており、京都を描きたいという思いで『古都』を構想中、毎日新聞に掲載していた随筆『古都など』の「第一回」の京都行きを、そのまま採り入れた形で『美しさと哀しみと』が書き始められた。その連載開始10か月後に『古都』の方が執筆され始め、川端はその執筆終了後の1962年（昭和37年）2月には睡眠薬の禁断症状で意識不明となり入院した。自作『古都』について、〈私の異常な所産〉と川端は称したが、同時期に書かれた『美しさと哀しみと』や『眠れる美女』『片腕』も異常な事態の上に築かれた作品とみなされている。
作中の小説家・大木の出世作『十六七の少女』には、川端の初期の「千代もの」のモデルであった少女・伊藤初代が重ねられ、『伊豆の踊子』や『篝火』など一連の作品が念頭に置かれていると推測されている。伊藤初代は東京府東京市本郷区本郷元町2丁目の壱岐坂（現・文京区本郷3丁目）のカフェ・エランにいた少女で、1920年（大正9年）に川端と知り合い、翌1921年（大正10年）10月に2人は婚約したが、すぐに破談となった。川端は初代からの破談の手紙（いわゆる「非常」の手紙）を11月17日に受け取った（詳細は伊藤初代を参照）。
川端は、〈結婚の口約束だけはしたものの、しかし私はこの娘に指一本ふれたわけではなかつた〉、〈遠い稲妻のやうな一人相撲〉といったプラトニックな状態で破滅した伊藤初代への不完全燃焼の果たされなかった愛を、『美しさと哀しみと』の大木と音子の恋愛においては、現実には報いられなかった川端自身の空想と虚構が広げられ、肉体的な世界に置きかえたとされ、音子とけい子のレズビアン・ラブは、川端自身の小笠原義人少年（『少年』の清野）との同性愛体験が下敷きにされていると推測されている。川端は茨木中学校5年（現・大阪府立茨木高等学校）の17歳の時に、寄宿舎で同室だった下級生の2年の小笠原義人と親交を結んでいる（詳細は川端康成#初めての恋慕・小説家への野心、少年を参照）。

## 作品評価・研究
※川端康成の作品や随筆内からの文章の引用は〈　〉にしています（論者や評者の論文からの引用部との区別のため）。

### 散見される典型的な川端の主題と技法
『美しさと哀しみと』は、「通俗的なロマン」と見なされるなど、戦後の中間小説的な見方をされたこともあり、川端康成の代表作とはされていないが、川端という作家の主題、技法、技術的特徴、方法論のすべてがつぶさに読み取れるようにできている作品だと言われている。同時期に書かれ高い定評価を得ている『眠れる美女』、『古都』、『片腕』を生み出す根の部分、川端の意識の有り様が読み取れ、作品としての価値も看過できないものがあり、川端の〈魔〉〈魔界〉に関しても重要な点がある作品とされている。
『美しさと哀しみと』から川端文学の秘密の多くを明瞭に学んだという三島由紀夫は、その中で典型的に提示されている川端文学の特徴として、「抒情のロマネスク」「反応のロマネスク」「突然のロマネスク」「時間のロマネスク」「色情のロマネスク」の5点を挙げている。

### 物語世界の考察・解釈
武田勝彦は、『美しさと哀しみと』は広義では中間小説に入れられる作品かもしれないが、主題の設定、登場人物の性格描写などの点から見ると、単に中間小説とは断定できない要素があると評している。また長谷川泉は、「『伊豆の踊子』を味読する場合の作家自身、川端に執しての作品としては、自伝的な破片のステロタイプがちりばめられていることで、重要な作品であることがわかる」とし、作品の手法の上からも注目すべき作品だと解説している。
長谷川泉、小坂部元秀、山本健吉は、大木の出世作『十六七の少女』は、川端の初期作品の『伊豆の踊子』を念頭に置いて書かれていると指摘しているが、山本は、川端が自身の処女的作品世界へ向かって生涯を賭けて帰ろうとしていたとし、「魔界から仏界へ、〈仏法のおさな歌〉の世界へ、その願望は、永久に未完の最後の小説『たんぽぽ』に現れている」と推測している。そしてその願望は『美しさと哀しみと』において、別の意味で明確だとし、「劇中劇ならぬ小説中の小説として『十六七の少女』は挿まれ、その小説が存在すること」は、音子と大木との「切っても切れない〈縁〉」を物語って、少女だった音子が大木に愛撫された時に発した言葉は、「書かれることで、不滅となり、同じ言葉を同じ場面で、けい子がつぶやく」と解説している。
今村潤子は、大木が音子の早産と、妻・文子の流産という二つの命を闇に葬った上に成立した小説『十六七の少女』によって名声と金を与えられたという〈因果〉に触れて、そこには〈自己の作品の為になら魂を悪魔へ売渡してもよい〉という芥川龍之介の芸術至上主義に通うものがあるとし、「現実のすべてを犠牲にしても作家としてひたすら生きようとする大木はまさに魔界に生きている」と解説している。そして、大木は小説の中で音子を美化し、文子には経済的なもので罪の意識を和らげているが、音子の生涯を狂わせてしまったという心の呵責が完全に拭われたわけではないのに、新たにけい子にも興味を持ち接近していくのも、いまだに〈魔界〉にいることの表われだとしている。
小坂部元秀は、音子とけい子のレズビアン・ラブは、川端自身の小笠原義人少年（自伝小説『少年』の清野）との同性愛が下敷きにされているとし、川端の実体験『少年』ではそれが「温められ、清められ、救われる」ものであったのに対し、『美しさと哀しみと』の音子とけい子の愛執は「破滅させるものとしてはたらいている」と解説している。
今村潤子は小阪部の解説を敷衍しながら、音子が「自分が大木から〈妻となること、母となること〉を奪われたのと同じ罪をけい子に犯していること」を意識し、それは〈言ひやうのない羞恥〉でありながら反面、〈病的な悪徳の魅惑〉が胸にふくらんでくるという背反の意識を持っているところに着目し、その〈魔〉の苦悩の中に一つの方向を見出す音子は、けい子との〈嘔吐をもよほしさうになる〉愛を、「〈体の姿から心の姿〉になった過去の大木との愛」によって浄化しようと、「嫌悪の底」にちらつく炎を〈色情のゆらめき〉でなく、〈静かで清らかな〉ものを見出していると解説している。
そして、音子が〈稚児太子〉風な古典的な〈聖処女像〉のけい子の仏画を描くことを決意するのは、音子の中の「浄罪意識」だとし、今まで生きてきた自分も、大木との愛の美しさと哀しみも、その絵に込めて書こうとしていると今村は分析しながら、その画想にひそむ〈稚児太子〉の持つ美少女的な美少年の艶めかしい美しさは、かつての音子自身であり、現在のけい子でもあるとして、現在は表面的には「静」の音子の内なる激しさは、けい子が受け継いで行動しており、けい子は完全に音子の分身であると解説している。
さらに今村は、けい子のような〈美少年のやうな少女〉といった〈美少年的〉〈妖精〉の属性を持った人物が、〈魔界〉を意識した川端作品にしばしば登場することに触れ、『舞姫』の松坂は〈魔界〉への誘引者として現れ、『たんぽぽ』の少年・少女は、「異常な状況の中にいる者を正常へ引き戻す力を与えられた存在として造形されている」とし、それらの人物は川端にとって、「女になる前の少女の純粋さと艶めかしさ、そういう女性への永遠の憧憬の変容」であると解説し、川端の心の中に沈着しているプラトニックなままで破滅した伊藤初代への不完全燃焼の愛が、ある時には「奔放な煩悩の世界」に誘い、ある時には「正常な世界」への引き戻しになっていると論考している。
山折哲雄は、川端は『美しさと哀しみと』を書くにあたり、『源氏物語』を念頭に置いていたのではないかとし、六条御息所の「もののけ」（生き霊）が葵の上にとり憑いたように、音子の嫉妬心がけい子にとり憑いて、その「もののけ」が大木を脅かしていたり、息子の太一郎の命を奪ってしまったりすると論考している。
鈴木晴夫は、『雪国』の葉子を駒子のドッペルゲンガーだと分析した川崎寿彦の論から、この関係が『美しさと哀しみと』では、あらわな形で音子とけい子の設定に応用されていると述べ、音子がけい子を〈人間とはちがふ生きもの〉と言っている箇所にそれが具現されているとしている。今村潤子はそれを敷衍し、『雪国』の葉子は存在としては「生き霊」（ドッペルゲンガー）であるが行動はしてなく、けい子は音子の怨霊として、大木の息子・太一郎を殺すという行動で完全に「生き霊」として本領に生き抜いているとしている。
また、復讐するつもりのけい子が一瞬、普通の少女らしい愛を太一郎に感じるが、「魔の奔流」に押し流され、愛の歓喜の唯中にあって太一郎を溺死させて自分は生き残るところに、けい子の〈魔〉の凄まじさがあると今村は述べ、もしもけい子が太一郎との愛に生きれば、「大木と音子の分身」という型での〈魔界〉の展開となり平凡であったが、けい子の〈魔〉を、「愛ゆえの復讐」に生き切らせ、破滅への道を歩ませたところに音子への「愛の一途さ」、「魔の勝利」があり、そこには一途な純粋さを美とみる川端の美意識が見られ、『舞姫』、『みづうみ』、『たんぽぽ』では未完で終わった〈魔〉が、『美しさと哀しみと』では書き上げられていると考察している。

## 映画化

### 国内版
『美しさと哀しみと』（松竹）1965年（昭和40年）2月28日封切。106分。公開時の惹句は、「背徳の少女の妖しい挑戦に男も女も燃えつきる！」である。1965年度のキネマ旬報ベストテンでは圏外の第16位となった。
作品中の人物「坂見けい子」を加賀まりこが演じることになり、川端は原作者として加賀と初対面した。川端は加賀のリハーサルの演技を見て、〈加賀さんの熱つぽい激しさに私はおどろいた〉、〈私がまるで加賀まりこさんのために書いたやうな、ほかの女優は考へられないやうな、主演のまりこがそこに現はれた〉と述べ、登場人物の「けい子」というエキセントリックで妖精じみた娘に、〈演技より前の、あるひは演技の源の、加賀さんの持つて生まれた、いちじるしい個性と素質が出てゐた〉と褒めている。
映画が公開された当時、川端は単行本『美しさと哀しみと』を三島由紀夫に送る際の手紙に、〈映画ハ篠田監督と加賀まり子でこんな娘を書いたのかと私がびつくりするものが出来ました　御ひまありましたら御一見たまはりたく存じます〉と伝え、ブリティッシュ・カウンシルの招待でロンドンに旅立つ直前だった三島は「加賀まり子の好演の噂をききつゝ、映画も見られず出発するのが心のこりに存じます」と返信している
音楽は武満徹と湯浅譲二による共作。プリペアード・ピアノを用いた音楽で、両者が即興によって付けたものである。
「音子」（八千草薫）が劇中で描く絵画は、池田満寿夫が担当し、「けい子」（加賀まりこ）がモーターボートに乗っている時に身につけた洋服のデザイン（白いハイネックセーターと紺のピーコート）は森英恵が担当した。

#### キャスト
- 大木年雄：山村聡（特別出演）
- 大木文子：渡辺美佐子
- 大木太一郎：山本圭
- 坂見けい子：加賀まりこ
- 上野音子：八千草薫
- 音子の母：杉村春子（特別出演）
- 嵐山の老婆：中村芳子
- ホテルのメイド：中西杏子
- ボーイ：佐藤芳秀
- おみよ：鈴木房子
- きよ：朝生郁子

#### スタッフ
- 監督：篠田正浩
- 製作：佐々木孟
- 脚本：山田信夫
- 撮影：小杉正雄
- 美術：大角純一
- 音楽：武満徹・湯浅譲二
- 録音：栗田周十郎
- 照明：中村明
- 編集：杉原よ志
- スチール：長谷川宗平

### 海外版
『Tristesse et beauté』（パシフィック＝GPFI＝FR3フィルム、パルコ＝俳優座シネマテン） 100分。1985年（昭和60年）8月28日封切（フランス）。1987年（昭和62年）4月25日封切（日本）。
ジョイ・フルーリーのデビュー監督作品。劇中、プルダンスとマルタンがデートをする場面で、日本家屋で和菓子を食べるシーンが盛り込まれている。

#### キャスト
- レア・ウエノ：シャーロット・ランプリング - 女性彫刻家
- プルダンス：ミリアム・ルーセル - レアの女弟子
- ユーゴー：アンジェイ・ズラウスキ – 小説家
- マルタン：ジャン・クロード・アドラン - ユーゴーの息子
- Agatha：Beatrice Agenin
- Isabelle：Sadoyan

#### スタッフ
- 監督：ジョイ・フルーリー
- 脚本：ジョイ・フルーリー、ピエール・グリエ
- 撮影：ベルナール・リュティック
- 音楽：ジャン＝クロード・プティ
- 製作：ピエール・ノヴァ
- 字幕：戸田奈津子

## テレビドラマ化
- 『美しさと哀しみと』（NHK）
  - 1964年（昭和39年）1月2日 木曜日 21:00 - 22:00
  - 脚本：北條誠
  - 出演：池内淳子、冨士眞奈美、信欣三、下條正巳
- ライオン女性劇場『美しさと哀しみと』（NETテレビ）
  - 1968年（昭和43年）3月4日 – 4月26日 月曜日 – 金曜日 13:30 - 13:55
  - 脚本：北條誠。提供：ライオン歯磨・ライオン油脂
  - 出演：淡島千景（上野音子）、池部良（尾形信吾）、林春枝（坂見けい子）、宝生あやこ（信吾の妻：保子）
  - ※ 『美しさと哀しみと』と『山の音』を元にドラマ化したもの。『ライオン女性劇場』第1回作品。
- 川端康成名作シリーズ『美しさと哀しみと』（KTV）
  - 1973年（昭和48年）2月18日 – 3月25日 日曜日（全6回） 21:30 - 22:25
  - 演出：山像信夫。脚本：北條誠。提供：小西酒造
  - 出演：岡田茉莉子、梓英子、山内明、河村有紀、遠藤太津朗
  - 『川端康成名作シリーズ』では最後の連続ドラマ。

| NET 平日13:30 - 13:55枠                                                         | NET 平日13:30 - 13:55枠       | NET 平日13:30 - 13:55枠 |
| 前番組                                                                          | 番組名                        | 次番組                  |
| ------------------------------------------------------------------------------- | ----------------------------- | ----------------------- |
| えぷろん寄席 （13:30 - 13:45） 【15分繰り上げ】ドラマ再放送枠 （13:45 - 14:45） | 美しさと哀しみと （1968年版） | 雑居家族                |
| NET系 ライオン女性劇場                                                          |                               |                         |
| （なし）                                                                        | 美しさと哀しみと （1968年版） | 雑居家族                |
| 関西テレビ制作・フジテレビ系列 白雪劇場 【川端康成名作シリーズ】                |                               |                         |
| 伊豆の踊り子                                                                    | 美しさと哀しみと （1973年版） | 母の初恋                |

## おもな収録刊行本

### 単行本
- 『美しさと哀しみと』（中央公論社、1965年2月20日） NCID BN08466006
  - 装幀・挿画：加山又造。菊判。函入。242頁
- 『美しさと哀しみと』（全日本ブッククラブ、1970年8月1日）
  - 装幀・挿画：加山又造。菊判。厚紙装カバー
- 文庫版『美しさと哀しみと』（中公文庫、1973年8月10日）
  - カバー装画・挿画：加山又造
  - 解説 山本健吉
- 英文版『Beauty and Sadness』（訳：ハワード・ヒベット）（Tuttle、1975年）

### 選集・全集
- 『日本の文学第38巻 川端康成』（中央公論社、1964年3月16日） 
  - 解説：三島由紀夫。註解：磯貝英夫。付録：年譜
  - 収録作品：「雪国」「千羽鶴」「眠れる美女」「美しさと哀しみと」「十六歳の日記」「伊豆の踊子」「抒情歌」「イタリアの歌」「反橋」「しぐれ」「住吉」「月」「夏の靴」「有難う」「末期の眼」「文学的自叙伝」「純粋の声」「哀愁」「横光利一弔辞」
- 『川端康成作品選』（中央公論社、1968年11月30日）
  - 四六判。函入
  - 解説：三島由紀夫。註解：磯貝英夫
  - 付録：三島由紀夫「長寿の芸術の花を」。エドワード・G・サイデンステッカー「川端文学の美しき矛盾」（訳：中村保男）。ドナルド・キーン「川端先生と日本の伝統」。年譜
  - 収録作品：1964年3月16日刊行の『日本の文学第38巻 川端康成』と同じ。
- 『川端康成全集第17巻 小説17』（新潮社、1980年9月20日） - 全35巻本・補巻2全集
  - カバー題字：東山魁夷。四六判。函入
  - 収録作品：「ある人の生のなかに」「美しさと哀しみと」「たまゆら」

## 派生作品・オマージュ作品
※出典は
- さざなみ（瀬戸内晴美、1968年12月）
- 墓の見える道（瀬戸内晴美、1969年4月）
- 異邦人（原田マハ、2012年5月 - 2014年4月）